# Prvenstvo Osječkog nogometnog podsaveza – I. razred 1937./38.
I. razred prvenstva Osječkog nogometnog podsaveza u sezoni 1937./38., igrana za klubove s područja Osijeka.  
 
Sudjelovalo je osam klubova, a prvak je bila "Slavija" iz Osijeka. 

## Sustav natjecanja
Osam klubova je igralo dvokružnu ligu (14 kola). 
 
Prvak podsaveza je potom stekao plasman u kvalifikacije (prednatjecanje) za Državno prvenstvo. 

## Ljestvica
| mj. | klub                 | ut. | pob. | ner. | por. | gol+ | gol- | bod |                                    |
| --- | -------------------- | --- | ---- | ---- | ---- | ---- | ---- | --- | ---------------------------------- |
| 1.  | Slavija Osijek       | 14  | 10   | 2    | 2    | 63   | 18   | 22  | kvalifikacije za Državno prvenstvo |
| 2.  | Hajduk Osijek        | 14  | 6    | 5    | 3    | 34   | 25   | 17  |                                    |
| 3.  | Građanski Osijek     | 14  | 7    | 2    | 5    | 31   | 29   | 16  |                                    |
| 4.  | Olimpija Osijek      | 14  | 6    | 3    | 5    | 27   | 26   | 15  |                                    |
| 5.  | Elektra Osijek       | 14  | 5    | 3    | 6    | 33   | 33   | 13  |                                    |
| 6.  | Grafičar Osijek      | 14  | 4    | 5    | 5    | 24   | 40   | 13  |                                    |
| 7.  | Šparta Beli Manastir | 14  | 4    | 3    | 7    | 35   | 30   | 11  |                                    |
| 8.  | Rapid Osijek         | 14  | 0    | 5    | 9    | 13   | 59   | 5   |                                    |

## Rezultatska križaljka
| kratica | klub                 | ELE | GRĐ | GRF | HAJ | OLI | RAP | SLA | ŠPA |
| --- | -------------------- | --- | --- | --- | --- | --- | --- | --- | --- |
| ELE | Elektra Osijek       |     |     |     |     |     |     |     |     |
| GRĐ | Građanski Osijek     |     |     |     |     |     |     |     |     |
| GRF | Grafičar Osijek      |     |     |     |     |     |     |     |     |
| HAJ | Hajduk Osijek        |     |     |     |     |     |     |     |     |
| OLI | Olimpija Osijek      |     |     |     |     |     |     |     |     |
| RAP | Rapid Osijek         |     |     |     |     |     |     |     |     |
| SLA | Slavija Osijek       |     |     |     |     |     |     |     |     |
| ŠPA | Šparta Beli Manastir |     |     |     |     |     |     |     |     |
| |                      |     |     |     |     |     |     |     |     |
| podebljan rezultat - utakmice od 1. do 7. kola (1. utakmica između klubova) rezultat normalne debljine - utakmice od 8. do 14. kola (2. utakmica između klubova) rezultat nakošen - nije vidljiv redoslijed odigravanja međusobnih utakmica iz dostupnih izvora rezultat smanjen * - iz dostupnih izvora nije uočljiv domaćin susreta prekrižen rezultat - poništena ili brisana utakmica p - utakmica prekinuta 3:0 p.f. / 0:3 p.f. - rezultat 3:0 bez borbe n.i. - nije igrano |                      |     |     |     |     |     |     |     |     |

 Izvori: